# シラギクタイランチョウ
シラギクタイランチョウ（白菊太蘭鳥、学名: Elaenia albiceps）は、スズメ目タイランチョウ科に分類される鳥類の一種。  

## 分布
南アメリカ